# Cyrtodactylus phuketensis
Cyrtodactylus phuketensis es una especie de gecos de la familia Gekkonidae.

## Distribución geográfica yhábitat
Es endémica de Phuket (Tailandia). Su rango altitudinal oscila alrededor de 41 m s. n. m..